# Euphorbia jubata
Euphorbia jubata är en törelväxtart som beskrevs av Leslie Larry Charles Leach. Euphorbia jubata ingår i släktet törlar, och familjen törelväxter.
Artens utbredningsområde är Zambia. Inga underarter finns listade i Catalogue of Life.

## Bildgalleri

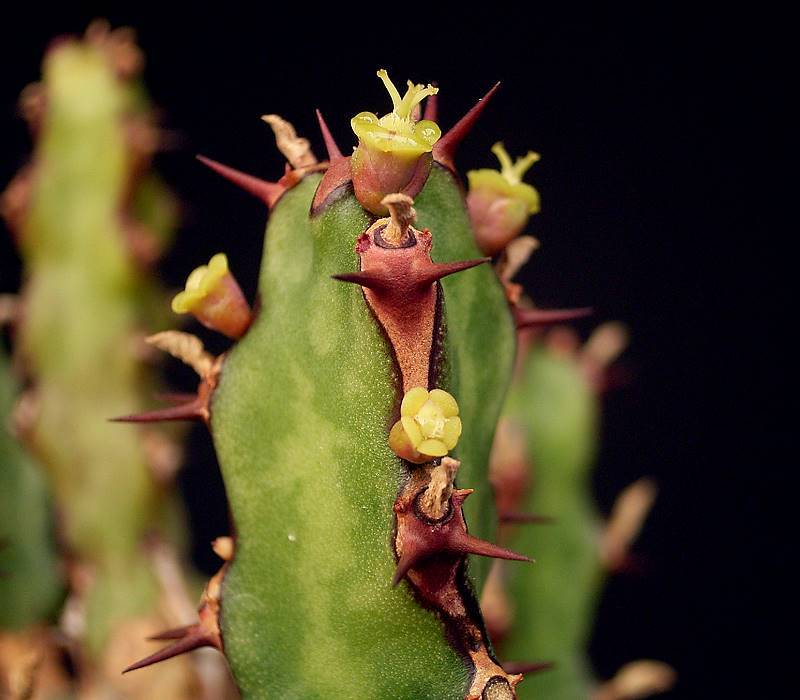